# Chapal
Chapal est une société française de tannerie et teinture de peaux créée par Marien Cougny en 1832 à Crocq, dans le département de la Creuse, en France. Initialement spécialisée dans la peau de lapin, elle a ensuite étendu son savoir-faire à l'ensemble du traitement des peaux.
À partir de 1982, Chapal a opéré un changement stratégique en développant une ligne d'articles autour du cuir avec un positionnement haut de gamme.

## Histoire
L'entreprise Chapal a été créée en 1832. Spécialisée dans le tannage et le traitement des peaux de lapins (voir référence pp 30 et suivantes), elle a rapidement évolué vers d'autres types de peaux, en particulier les peaux exotiques et luxueuses telles que martre, loutre de mer, renard argenté, zibeline, vison.

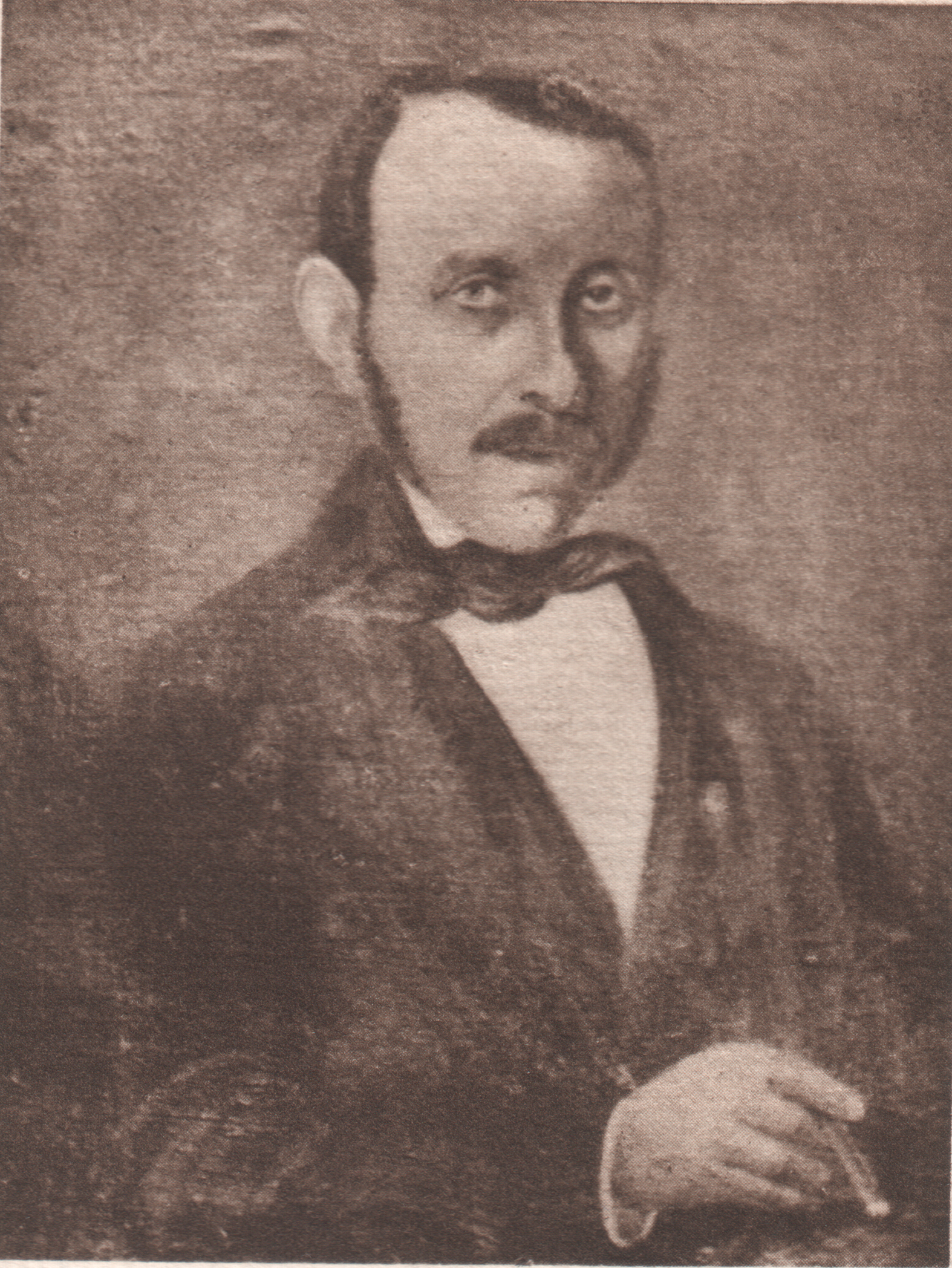
Marien Cougny, fondateur de la société Chapal

La première usine a été créée à Crocq en 1832, dans la vallée de la Tardes où de nombreuses entreprises similaires s'étaient installées depuis plusieurs siècles, certainement pour tirer parti de la qualité de l'eau des rivières, très pures et légèrement acides. C'est la même raison qui a permis aux entreprises de tapisserie et de teinture de Felletin et Aubusson de se développer le long de la même vallée de la Creuse. Le fondateur Marien Cougny, suivant le mouvement des "maçons de la Creuse" part créer une usine à Paris rue de la Roquette (aujourd'hui disparue). L'essentiel des ouvriers est d'origine creusoise, une tradition qui se perpétuera tout au long de la vie de l'entreprise qui reste fidèle à ses origines géographiques. A la disparition de Marien Cougny, c'est son cousin Marien Chapal qui prend sa succession et donne son nom à l'entreprise.   
L'entreprise Chapal continue son développement en créant une usine à Montreuil (Seine Saint-Denis).   
En 1882, Émile Chapal (1858 - 1932) part aux États-Unis pour créer une filiale à New-York spécialisée dans les peaux du grand nord (renards argentés, zibeline essentiellement) tandis que l'activité dédiée au lapin poursuit son développement.  
Lors de la grande crise économique des années 30, la "gestion sage" de l'entreprise est saluée par les investisseurs. 
Après la Seconde Guerre mondiale, la société se développe autour de la fourrure de luxe, essentiellement vison, loutre de mer, à l'attention des grands couturiers parisiens tels que Christian Dior. 
Depuis 1982, la société commercialise sous sa propre marques des blousons, vestes, gants et accessoires en cuir en prêt-à-porter et sur-mesure.

## Chronologie
1832 : Création de la première tannerie Chapal  dans le village de Crocq pour le tannage et la teinture des peaux de lapins.

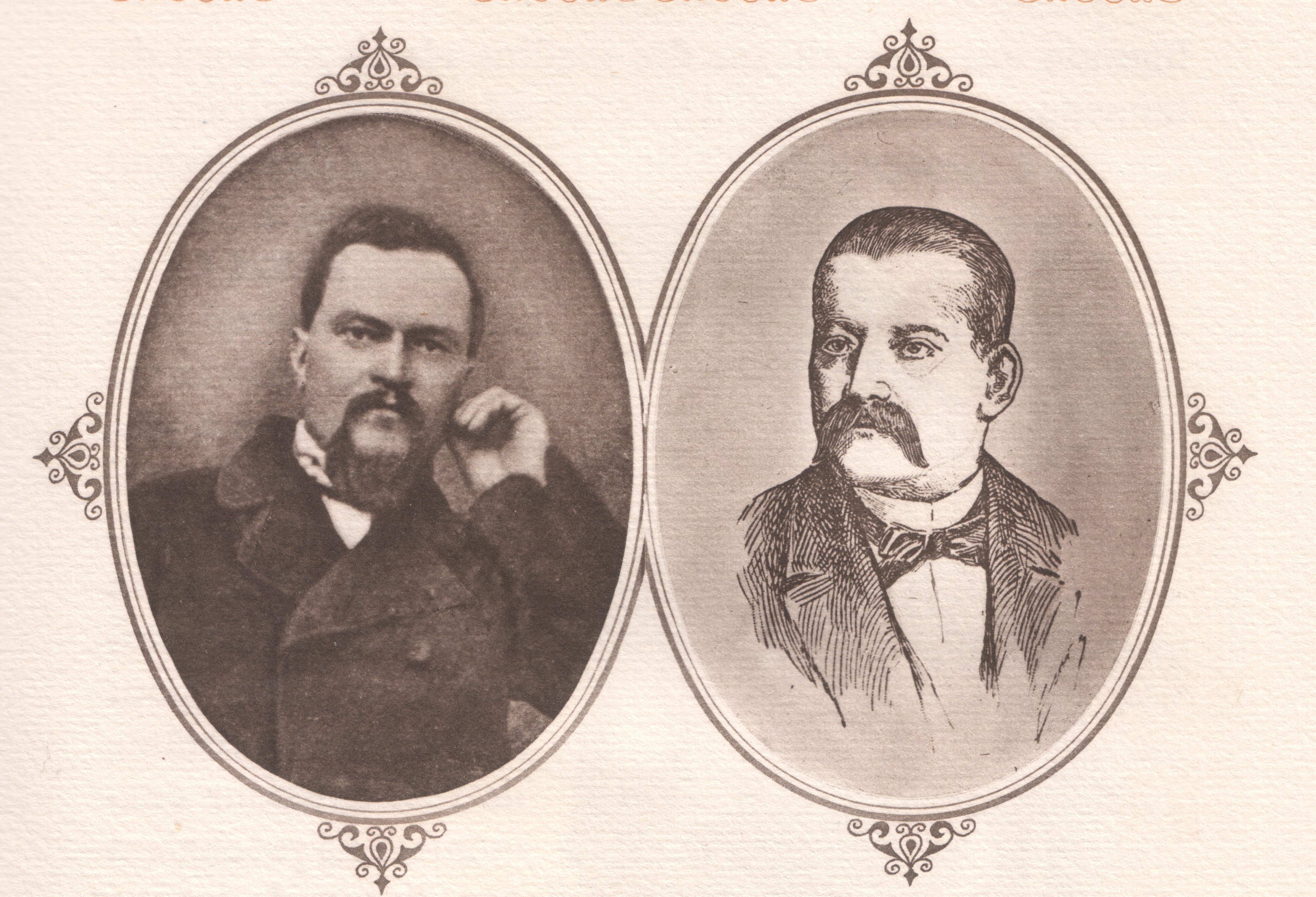
Jean Cougny & Marien Chapal

1834 : Marien Chapal reprend la société de son cousin Marien Cougny, et lui donne son nom.
1857 : Marien Chapal installe ses ateliers rue de Vincennes à Montreuil-sous-Bois. Il transforme les traitements de la fourrure en y adaptant des techniques réservées au cuir, invente une teinte marron qui fera sa renommée. La société continue de travailler les peaux de lapins, mais se tourne de plus en plus vers les fourrures haut de gamme comme la loutre de mer. 
1850 : Léonard Chapal (1828 - 1906) succède à son cousin à la tête de l'entreprise. De nouveaux procédés de tannage à l'huile de colza permettent d'améliorer considérablement la qualité des peaux produites. le "Lapin Chapal" fait la réputation de l'entreprise 
1857 : Construction de l'usine Chapal à Montreuil. 
1878 : Médaille d'or à l'Exposition universelle (op. cité p. 29). 
1881 : Émile Chapal (fils de Léonard) embarque vers les États-Unis pour créer la filiale américaine au 702 Flushing Avenue à Brooklyn : tannerie, manufacture de chapeaux et premiers vêtements. Traitement de peaux de ragondin et d'opossum.
1883 : L'usine de Brooklyn traite plus d'un million de peaux. Invention de la couleur "Noir Chapal" (marque déposée), appliquée au lapin qui produit un noir brillant imitant des fourrures plus prestigieuses comme la loutre. 
1884 : Mise au point d'une technique d'éjarrage électrique qui produit une peau plus douce et soyeuse, plus rapidement : la production totale est de 18 millions de peaux.
1886 : Retour d'Émile Chapal des États-Unis pour prendre la responsabilité de l'entreprise en France. Son frère Henri (1862-1926) le remplace à l'usine de Brooklyn, il reviendra en France en 1911.
1889 : Médaille d'or à l'Exposition Universelle de Paris.
1894 : L'usine de Montreuil traite 18 millions de peaux par an, soit le tiers de la production française. Brevets d'une machine à éjarrer (op. cité p 32) par Ciniotti au nom de la Chapal-Dresdner. Descriptif complet de cette machine pp. 38 et suivantes. 
1905 : La société prend le statut de Société anonyme.
1906 : Décès de Léonard Chapal.
1907 : Acquisition de l'entreprise Laffrique et de son usine à Fismes, dans la Marne.
1909 : La filiale de Brooklyn devient indépendante sous le nom de  H. et A. Chapal Frères et Cie. Violent incendie dans l'usine de Montreuil sous Bois, qui met au chômage 400 ouvriers sur les 600 de l'usine.
1914 : La société possède 7 usines : Montreuil sous Bois (siège social, apprêt et teinture), Crocq (apprêt), 2 à Fismes (apprêt de fourrures et couperie de poils pour chapellerie), 2 à Sens (apprêt et teinture de fourrures) , 2 à Brooklyn (Wilougby Avenue, Flushing Avenue, coupure de poils). Dès le début de la guerre, Chapal confectionne à Crocq des vestes, des blousons et des combinaisons pour les aviateurs français au début de la guerre (veste de Georges Guynemer). Pendant la guerre, les usines de Montreuil produisent des affûts du canon de 75.
1918 : Construction de l'usine d'apprêt de Saint-Amand-Montrond, dans le Cher.
1919 : Achat d'une couperie de poils à Saint-Marcellin[Lequel ?].
1923 : Création de la Donner-Chapal Corporation à Brooklyn.
1930 : Jean Bardinon devient président de la société. Émile Chapal promu commandeur de la Légion d'honneur.
1931 : Dépôt de brevets d'une machine à couper le cuir par la Chapal-Donner corp (op. cité p. 207).
1932 : Décès de Émile Chapal.
1934 : Chapal crée dans sa tannerie de Brooklyn un système de plastification destiné à rendre les blousons en peaux de moutons retournées imperméables. Ce nouvel aspect verni et craquant vaudra le surnom de « Crouteux » à ces blousons, dont le plus connu est le Bombardier type « B3 » qui sera produit pour les pilotes d'avions pendant la Seconde Guerre mondiale. 
1937 : Chapal est exposant à l'Exposition Universelle de Paris (op. cité p. 8). 
1939 : Chapal expose dans le "pavillon des fourrures" au Salon international de New-York. 
1942 : La tannerie de Brooklyn augmente sa production de peaux de mouton retourné pour la fabrication des tenues d’aviateur.
1963 : Pierre Bardinon, 5e génération, diversifie le groupe en créant notamment à proximité de la première tannerie de Crocq, un lieu précurseur dédié exclusivement à l’automobile, le « circuit du Mas du Clos » à Saint-Avit-de-Tardes. Il deviendra le plus grand collectionneur de Ferrari de compétition au monde.
1968 : La Maison Chapal fabrique les tenues officielles des Jeux olympiques d’hiver de Grenoble. Les pilotes automobiles Jean-Pierre Beltoise et Henri Pescarolo sont associés au lancement de la marque « Lapins de France ». La technique de plastification des blousons d’aviateurs de la Seconde Guerre mondiale est utilisée pour la première fois dans la mode et surtout dans le luxe, le « Chapalac ». 
1982 : Jean-François Bardinon, 6e génération, fait évoluer la société qui désormais commercialisera directement ses produits sous son nom. La production de fourrures est arrêtée. Le savoir-faire se reporte sur le cuir (tannage, teinture, coupe, apprêt, montage). La production est inspirée de l'aviation liée à l'histoire de l'entreprise (blousons d'aviateurs) et de l'automobile (gants, chaussures, serre-têtes).
1995 : Pour préserver le patrimoine et la mémoire industrielle de la maison, les sites de Montreuil-sous-Bois et Lagny-sur-Marne sont aménagés en ateliers d’artistes. 
2018 : L'entreprise obtient le label Entreprise du patrimoine vivant délivré par le ministère de l'économie et des finances.